# Markethill
Markethill is een plaats in het Noord-Ierse district Armagh. Markethill telt 1290 inwoners. Van de bevolking is 79,4% protestant en 19,5% katholiek.